# Matilde d'Este
Matilde d’Este (em italiano:  Matilde Aurelia Maria d'Este; San Martino in Rio, 2 de dezembro de 1674 – Novellara, 2 de março de 1732) foi uma nobre italiana pertencente à linha dos Marqueses de San Martino in Rio, ramo cadete da Casa d'Este.

## Biografia
Matilde nasceu em San Martino in Rio. Era filha de Sigismundo III d'Este, marquês de San Martino e de Teresa Maria Grimaldi, filha de Hércules Grimaldi, Marquês de Baux.
Em 1695 casou com Camilo III Gonzaga, Conde Soberano de Novellara e Senhor de Bagnolo.
Em 8 de junho de 1714 Matilde soube que o seu marido se apaixonara por Orsola Manari, e tentou matá-lo contratando dois assassinos que dispararam alguns tiros de arcabuz contra a carruagem do conte, quando esta deixava a fortaleza. Camilo III sai ileso, mas como punição e para evitar escândalo, envia Matilde de volta ao pai, ficando com a custódia dos filhos.
Matilde regressou a Novellara apenas onze anos depois, por ocasião do baptismo da neta Maria Teresa, filha de Ricarda.
Matilde é conhecida por ter produzido um potente veneno à base de arsénico, chamado "acquetta di Novellara", que utilizava para se livrar dos seus inimigos.
Morreu em Novellara em 1732.

## Casamento e descendência
Do seu casamento com Camilo III, Matilde teve três filhos:
- Ricarda (Ricciarda) (1697 - 1698);
- Ricarda (Ricciarda) (1698 - 1768), casou com Alderano I Cybo-Malaspina, duque de Massa e príncipe de Carrara;
- Filipe Afonso (Filippo Alfonso) (1700 - 1728).